# 莫倫 (波蘭)
莫倫是波蘭的城鎮，位於該國西部，由西波美拉尼亞省負責管轄，面積5.54平方公里，主要經濟活動是旅遊業，鎮上的教堂建於十三世紀，2006年人口1,570。

## 外部連結
- Official town webpage （页面存档备份，存于）

52°51′N 14°23′E / 52.850°N 14.383°E